# Antun Kaić
Antun Kaić (Kajić) (Banja Luka, 6. svibnja 1822. – 16. kolovoza 1861.) bio je hrvatski katolički svećenik iz reda franjevaca i tiskar.

## Životopisi
U Zagrebu je od 1844. učio tiskarski zanat u Gajevoj tiskari. Kada su bosanski franjevci 1850. i 1853. kod sultana nastojali dobiti dopuštenje za osnutak tiskare, sudjelovao je u pripremnim radovima. Nakon rusko-turskoga rata (1853.–1856.), kao iskusan tiskar i sa stečenim kapitalom, bio je spreman osnovati tiskaru, pa je 1857. u Sarajevu sudjelovao u ponovnom podnošenju molbe. Kako je i taj pokušaj propao (tiskara je osnovana tek 1866.), vratio se u Zagreb te je tamo radio još 1860. godine.

### Članci
- Ribkin-Puškadija, Tatjana. 2005. Kaić, Antun. Hrvatski biografski leksikon. Zagreb.  journal zahtijeva |journal= (pomoć)